# Áno Garoúna
Áno Garoúna (Ano Garouna) är en ort i Grekland.   Den ligger i prefekturen Nomós Kerkýras och regionen Joniska öarna, i den västra delen av landet, 400 km nordväst om huvudstaden Aten. Áno Garoúna ligger 454 meter över havet och antalet invånare är 227. Den ligger på ön Korfu.
Terrängen runt Áno Garoúna är kuperad söderut, men norrut är den platt. Havet är nära Áno Garoúna åt sydväst. Runt Áno Garoúna är det ganska tätbefolkat, med 104 invånare per kvadratkilometer. Närmaste större samhälle är Korfu, 9,2 km norr om Áno Garoúna. I omgivningarna runt Áno Garoúna växer i huvudsak blandskog.